# Ayenia purpusii
Ayenia purpusii là một loài thực vật có hoa trong họ Cẩm quỳ. Loài này được Brandegee mô tả khoa học đầu tiên năm 1920.